# Umkhonto we Sizwe

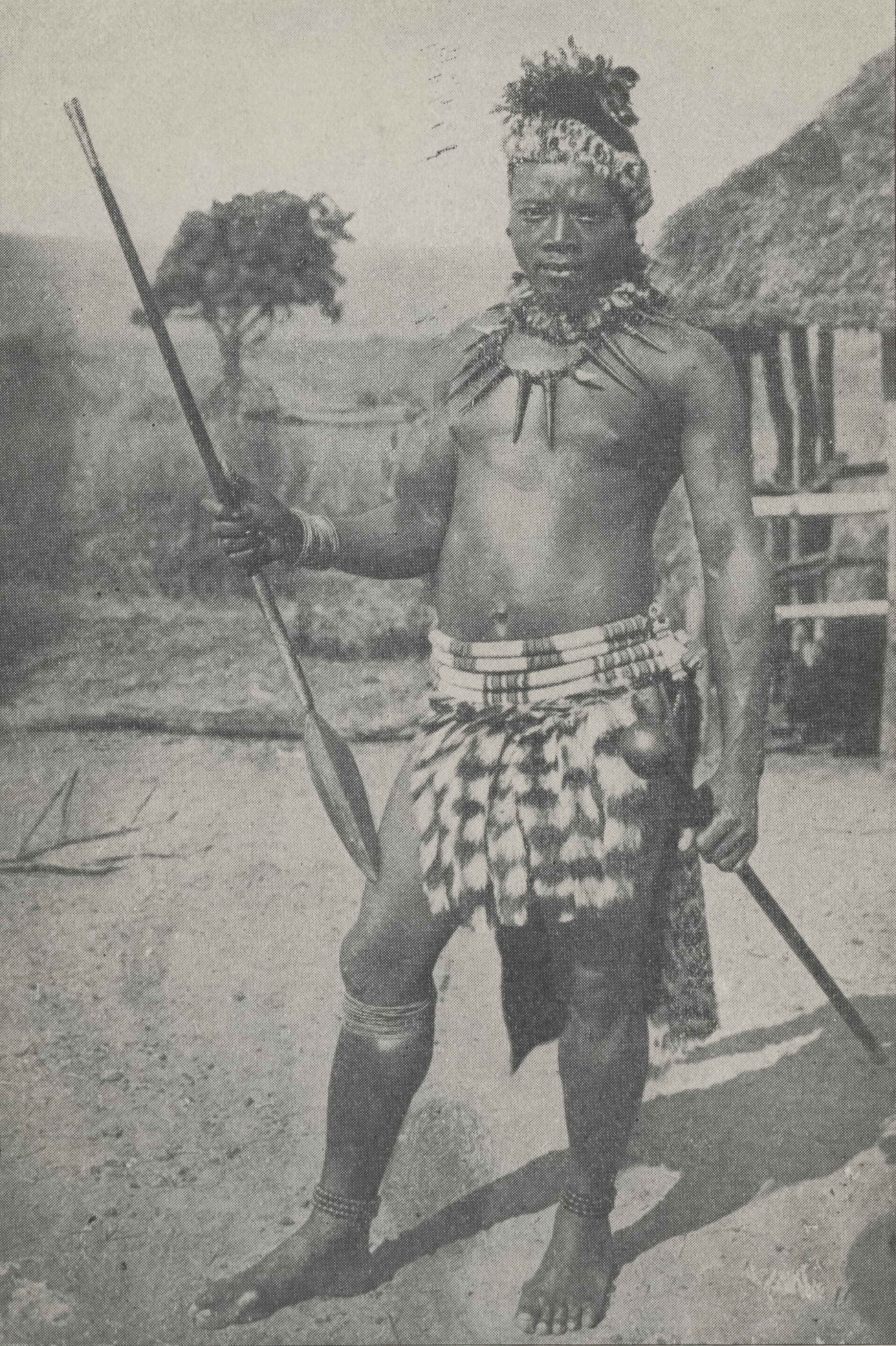
Speer eines Zulukriegers – Symbol des MK

Umkhonto we Sizwe (Abkürzung MK; IsiZulu und isiXhosa für „Der Speer der Nation“) war der militärische Arm der Organisation African National Congress (ANC), der sich gegen die Apartheid in Südafrika einsetzte. Das Symbol des Speers wurde gewählt, weil schwarze Afrikaner mit dieser einfachen Waffe jahrhundertelang Kriege geführt haben. Der MK wurde im Jahr 1961 gegründet und legte 1990 die Waffen nieder.

## Gründung
Umkhonto we Sizwe entstand 1961, nachdem über einige Jahrzehnte geführte Aktionen des unbewaffneten Widerstandes des ANC und seiner Alliierten erfolglos geblieben waren. In den 1940er und 50er Jahren hatten Massenkundgebungen und Streiks gegen die Rassengesetze der Apartheidregierung stattgefunden, Anfang der 1960er Jahre öffentliche Verbrennungen von Ausweispapieren (Pass-burning), welche die Bewegungsfreiheit nicht-weißer Südafrikaner einschränkten (siehe auch: Passgesetze). 
Dem Sharpeville-Massaker 1960 und dem damit verbundenen Verbot des ANC und anderer wichtiger schwarzer Widerstandsbewegungen folgte eine lebhafte Debatte innerhalb des ANC hinsichtlich der Zukunft des gewaltlosen Widerstands. Da die Meinungen geteilt blieben, wurde der neu gegründete MK zunächst nicht mit dem ANC in Verbindung gesetzt. 

## Erste Aktionen
Erstmals verübte der MK am 16. Dezember 1961, dem damaligen Feiertag Day of the Vow, der an die Schlacht am Blood River erinnerte, Anschläge in Johannesburg und Port Elizabeth.
Die erste Phase des bewaffneten Kampfes galt vor allem der „selektiven Sabotage“ militärischer, industrieller und ziviler Ziele. Diese Form des Kampfes wurde laut Nelson Mandela gewählt, da der Verlust von Leben „Verbitterung“ erzeuge und einer zukünftigen Demokratie für alle Bevölkerungsgruppen im Wege stehen könnte. Über ein Jahr lang wurden Passbehörden (pass offices), Strommasten und Polizeiwachen mit einfachen Mitteln wie selbstgebauten Sprengstoffen angegriffen. Der Staat wurde zunächst überrascht, ergriff aber Maßnahmen auf verschiedenen Ebenen, um der Bedrohung entgegenzutreten. So wurden Anti-Terror-Gesetze (Sabotage Act und Unlawful Organisations Act) verabschiedet, die Geheimdienste ausgebaut und ihre Mitglieder zur Ausbildung in die Bundesrepublik Deutschland, nach Großbritannien und in die USA entsandt. MK hatte diese Entwicklung vorausgesehen und ihrerseits Oliver Tambo damit betraut, eine Vertretung im Ausland zu gründen, um einerseits für internationale Unterstützung zu werben und andererseits, um militärische Ausbildungsmöglichkeiten außerhalb Südafrikas sicherzustellen.

## Rivonia
Nicht einmal 18 Monate nach ihrer Gründung wurde fast die gesamte Führung des MK auf einer Farm außerhalb Johannesburgs verhaftet und in einem aufwändigen Gerichtsverfahren (Rivonia-Prozess) zu langen Gefängnisstrafen verurteilt. In der Zeit nach dem Prozess konzentrierte sich der ANC darauf, seine externe Infrastruktur auszubauen und die militärische Ausbildung der jungen Guerillaarmee zu sichern. Anfänglich erfolgte die Ausbildung in Algerien (wo auch Mandela ausgebildet wurde), Tansania und der Sowjetunion. In den folgenden Jahren fand eine Ausdehnung auf beinahe alle sozialistischen und eine Reihe afrikanischer Länder statt. 
1964 hatte der MK mehrere Hundert Soldaten im Exil ausgebildet, deren Einschleusung durch das Fehlen verbündeter, an Südafrika grenzender Staaten allerdings Probleme bereitete. Rhodesien, Betschuanaland, Basutoland, Swasiland und Mosambik wurden entweder selbst durch weiße Siedlerregimes kontrolliert oder waren wirtschaftlich in hohem Maße von Südafrika abhängig. Die frühe Zerschlagung und Internierung der MK-Führungskader erschwerte dieses Vorhaben zusätzlich.
1965 ging der ANC eine Allianz mit der Zimbabwe African People’s Union (ZAPU) in Rhodesien und ihrem militärischen Flügel ZIPRA ein. Beide Organisationen hatten engen Kontakt zur Sowjetunion, von der sie militärisch unterstützt wurden. Gestärkt wurde diese Verbindung durch ethnische Gemeinsamkeiten und durch die Tatsache, dass beide Gruppierungen ihre Anhänger vornehmlich aus urbanen Regionen rekrutierten.

## Wankie und Sipolilo
In den folgenden zwei Jahren unternahmen MK und ZIPRA ausgiebige Erkundungsmissionen in Rhodesien, um eine groß angelegte Infiltration vorzubereiten. Am 30. Juli 1967 überquerte eine gemeinsame Einheit aus MK und ZIPRA den Sambesi-Fluss. Das MK-Kontingent (als „Luthuli-Detachment“ bekannt) sollte Rhodesien an der westlichen Flanke passieren und Südafrika im nördlichen Transvaal erreichen. Die gemeinsame Einheit wurde allerdings frühzeitig von rhodesischen Sicherheitskräften aufgespürt und in eine Reihe von Kämpfen in den Wankie- und Sipolilo-Regionen verwickelt. Die Entschlossenheit, mit der die Rebellenarmee trotz hoher Verluste kämpfte, zwang den Präsidenten Rhodesiens Ian Smith dazu, Unterstützung aus Südafrika anzufordern. Präsident Vorster schickte Einheiten der südafrikanischen Polizei und genehmigte inoffizielle Einsätze des südafrikanischen Militärs in Rhodesien.
Militärische Aktionen des MK in Südafrika beschränkten sich bis in den frühen 1970er Jahre auf ein Minimum. Der Fokus wurde auf den Wiederaufbau der Kommandostrukturen und die weitere Ausbildung ihrer Kader im Ausland gelegt. An sowjetischen Militärakademien konnten diese nun auch eine spezialisiertere Ausbildung in den Bereichen Kommunikations- und Ingenieurswesen erhalten. Dieses Vorgehen führte zu einer Vermengung sowjetisch geprägter militärischer Taktik und Ausbildung mit den Eigenschaften einer klassischen Guerillaarmee mit flachen Hierarchien und autark agierenden Einheiten.

## Studentensoldaten
Mitte der 1970er Jahre wendeten sich die Umstände zugunsten des MK: Der Aufstand in Soweto im Jahr 1976 hatte zur Folge, dass viele Tausend Schüler und Studenten Südafrika verließen, um sich dem MK anzuschließen. Diese Einheit (June 16th Detachment) sollte eine neue Phase im bewaffneten Kampf einläuten. Das Training erfolgte in den neuerlich unabhängig gewordenen Ländern Angola und Mosambik und beinhaltete eine gleichermaßen politische wie militärische Ausbildung. Hunderte Rekruten wurden außerdem zur spezialisierten Ausbildung ins Ausland entsandt. Bereits 1977 konnten hunderte Kämpfer nach Südafrika zurückgeschleust werden. 
Trotz der nun gestärkten Infrastruktur im Land beschränkten sich MK-Aktionen auf „bewaffnete Propaganda“, bei denen die verschiedenen Massenkundgebungen des ANC durch gezielte Angriffe auf Symbole der Apartheid (z. B. Polizeiwachen, Bahnhöfe oder Regierungsgebäude) unterstützt werden sollten. In den Jahren 1977–1980 wurden Polizeiwachen in Booysens, Soweto und Sooekemaar angegriffen, bei Derdepoort und Rustenburg wurden MK-Kämpfer in offene Gefechte mit der Polizei verwickelt. Die Festnahmen von MK-Mitgliedern häuften sich. Die Südafrikanische Luftwaffe (SAAF) begann in dieser Zeit neben Angriffen auf SWAPO-Rebellen in Namibia, regelmäßig Stützpunkte des MK im südlichen Angola anzugreifen, so dass diese in den Norden des Landes verlegt werden mussten (siehe auch: Südafrikanischer Grenzkrieg). 

## SASOL: Spezialkräfte
Mit Beginn der 1980er Jahre wurde die zunehmende Entwicklung in Richtung komplexer Sabotageaktionen des MK deutlich. Im Juni 1980 griff eine Einheit von MK-Spezialkräften (Solomon Mahlangu Detachment) eine Ölraffinerie des staatlichen Konzerns Sasol an. Dabei entstand ein Sachschaden von ca. 66 Millionen Rand. 1981 wurden in Einklang mit den politischen Aktionen des ANC strategische Ziele wie ein ESCOM-Kraftwerk im Transvaal, militärische und polizeiliche Einrichtungen und Regierungsgebäude angegriffen. Am 9. August 1981 erfolgte ein dramatischer Angriff auf den Militärstützpunkt Voortrekkerhoogte nahe Pretoria. Dabei feuerten MK-Spezialkräfte von Positionen innerhalb des Geländes fünf 122-mm-Raketen ab und trafen mehrere Ziele. Ein Treibstoffdepot wurde nur knapp verfehlt.
1982 explodierten innerhalb von zwölf Stunden mehrere Sprengkörper innerhalb der Sicherheitszone des Kernkraftwerks Koeberg bei Kapstadt. Im Mai 1983 wurde das Hauptquartier der SAAF und des Militärgeheimdienstes in Pretoria durch eine Autobombe stark beschädigt. Dabei kamen 21 Militärangehörige und Zivilisten ums Leben, 217 wurden verletzt. Dieser Anschlag signalisierte eine Abkehr von symbolischen Militäraktionen. In Einklang mit dieser taktischen Veränderung erklärte der ANC, dass man die Unversehrtheit von Zivilisten, die in das Kreuzfeuer geraten, nicht garantieren könne. Dennoch wurde, wie in der Vergangenheit, betont, dass weiße Zivilisten nicht Ziele von Angriffen seien.
Vor dem Hintergrund der komplexen politischen und militärischen Situation im südlichen Afrika fand bei der Kabwe-Konferenz in Sambia 1985 eine Überprüfung der Strategie des MK statt. Dabei wurden drei Problembereiche identifiziert:
- Dadurch, dass der Fokus der Militäroperation auf urbanen Regionen lag, wurden ländliche Gebiete vernachlässigt. Dort hatte der Staat durch Einflussnahme auf Stammesführer und Gründung von Homelands seine Kontrolle gefestigt.
- MK-Aktionen beschränkten sich zu sehr auf „bewaffnete Propaganda“. Gefordert wurde der Übergang in eine Volksarmee.
- Die Definition eines „legitimen militärischen Zieles“ musste neu formuliert werden. Dazu wurden die direkte Konfrontation von SADF/SAP und das Tragen des Konfliktes in weiße Gebiete gefordert. Dazu sollten beispielsweise weiße Farmer, welche die südafrikanischen Streitkräfte unterstützten, gezielt angegriffen werden. Die weiße Zivilbevölkerung sollte weiterhin geschont werden.

## Ausnahmezustand (1985–1989)
Der Verhängung des Ausnahmezustands 1985 folgte in den Jahren bis 1987 die Festnahme von zehntausenden Aktivisten. Trotzdem konnte ein Anstieg der MK-Aktivitäten sowohl in städtischen als auch in ländlichen Regionen verzeichnet werden. 1987 kamen vier Polizisten ums Leben, als eine Autobombe vor dem Amtsgericht in Johannesburg gezündet wurde. Weitere Anschläge erfolgten auf militärische Ziele in vornehmlich „weißen“ Gebieten. 1989 erfolgte die wahrscheinlich dramatischste Operation von MK in einer ländlichen Region. Eine größere Einheit von Spezialkräften mit Granatwerfern startete einen koordinierten Angriff auf eine geheime Radaranlage der SAAF in Klippan im westlichen Transvaal. Die Planung und Koordination dieses Angriffes zeigte die Fähigkeit des MK-Nachrichtendienstes MKIZA.

## Auslandseinsatz
Trotz der Schwierigkeiten, den bewaffneten Kampf innerhalb Südafrikas zu organisieren, war MK im Verlauf ihrer Geschichte auch an Kampfhandlungen in anderen Ländern beteiligt. Neben den Erfahrungen in Rhodesien 1967/68 kämpfte MK in den frühen 1970er Jahren an der Seite von FRELIMO in Mosambik und bis zur Unabhängigkeit Simbabwes neben ZIRPA-Truppen. 1987–89 unterstützen MK-Truppen die angolanische MPLA im Kampf gegen Jonas Savimbis UNITA-Rebellen.

## Auflösung
Am 1. August 1990 legte der MK nach 29 Jahren die Waffen nieder und wurde 1994 in die neu gegründete South African National Defence Force (SANDF) integriert. Ende 1998 bestand SANDF zu 16 Prozent aus ehemaligen MK-Soldaten.

## Prominente Mitglieder des MK
- Tatamkhulu Afrika, südafrikanischer Schriftsteller und Dichter
- Denis Goldberg, ehemaliger ANC-Repräsentant bei den Vereinten Nationen
- Chris Hani, 1982 stellv. Oberkommandierender des MK, 1987 bis 1992 Stabschef des MK, später Generalsekretär der SACP
- Ronnie Kasrils, Gründungsmitglied des MK, nach 1976 regionaler MK-Repräsentant in Angola, von 2004 bis 2008 Minister für Nachrichten- und Geheimdienste
- Moses Mabhida, Kommandeur des MK
- Nelson Mandela, 1961 bis 1962 erster Oberkommandierender des MK, ehemaliger ANC-Präsident, erster frei gewählter Präsident Südafrikas
- Zola Maseko, südafrikanischer Filmemacher
- Govan Mbeki, Gründungsmitglied des MK und Vater des späteren Präsidenten Thabo Mbeki
- Raymond Mhlaba, 1962 bis 1963 Oberkommandierender des MK
- Wilton Mkwayi, 1963 bis 1964 Oberkommandierender des MK
- Johannes Modise, 1965 Oberkommandierender des MK, Verteidigungsminister im Kabinett Mandela (1994–1999)
- Siphiwe Nyanda, seit 1992 Stabschef des MK
- Tokyo Sexwale, Offizier des MK, später Gouverneur der Provinz Gauteng und prominenter Geschäftsmann
- Walter Sisulu, ehemaliger ANC-Vizepräsident
- Joe Slovo, seit den 1960er Jahren bis 1987 Stabschef des MK, 1994 Minister für Wohnungsbau im Kabinett Mandela
- Jacob Zuma, seit 1962 MK-Mitglied, in den 1980er Jahren Chef des ANC-Nachrichtendienstes, später Vizepräsident und Präsident von Südafrika

## Einzelnachweis
1. ↑  Foreign Policy Study Foundation (Hrsg.): South Africa: Time Running Out. The Report of the Study Commission on U.S. Policy Toward Southern Africa. University of California Press, 1981, ISBN 0-520-04547-5, S. 175 (eingeschränkte Vorschau in der Google-Buchsuche).